# Tjänstegrader i NKVD

NVKD:s emblem.

Tjänstegrader i NKVD visar den hierarkiska ordningen i NKVD (Народный комиссариат внутренних дел), Narodnyj komissariat vnutrennich del ("Det sovjetiska folkkommissariatet för inrikes ärenden").

## Översikt
Folkkommissariatets centralapparat i Moskva och statssäkerhetstjänsten GUGB använde en egen typ av tjänstegrader. Den arbetar- och bondemilisen (polisen) hade liknande, men inte i alla delar samma tjänstegrader. NKVD:s trupper, dvs. inrikestrupperna och gränsbevakningen använde militära grader. Huvudstyrelsen för korrektions- och arbetsläger GULAG använde sig inte av tjänstegrader utan av ett system med tjänstebenämningar och befälskategorier. Från NKVD skiljdes säkerhetsapparaten 1943 och blev ett eget folkkommissariat NKGB. Till detta hörde även GULAG och gränstrupperna. Sovjetmilisen (polisen) och inrikestrupperna kvarstod inom NKVD. 1945 infördes militära grader för alla organ inom NKVD.

## Centralapparaten och GUGB
Folkkommissariatets centralapparat i Moskva och statssäkerhetstjänsten GUGB använde särskilda tjänstegrader för NKVD.
| Tjänstegrad                                       | Svensk översättning                               | Vederlike i Röda armén         |
| ------------------------------------------------- | ------------------------------------------------- | ------------------------------ |
| Генеральный комиссар государственной безопасности | Generalkommissarie för statens säkerhet           | Marskalk av Sovjetunionen      |
| Комиссар государственной безопасности I ранга     | Kommissarie för statens säkerhet av första rangen | Armékommendör av första rangen |
| Комиссар государственной безопасности II ранга    | Kommissarie för statens säkerhet av andra rangen  | Armékommendör av andra rangen  |
| Комиссар государственной безопасности III ранга   | Kommissarie för statens säkerhet av tredje rangen | Kårkommendör                   |
| Старший майор государственной безопасности        | Äldre major för statens säkerhet                  | Divisionskommendör             |
| Майор государственной безопасности                | Major för statens säkerhet                        | Brigadkommendör                |
| Капитан государственной безопасности              | Kapten för statens säkerhet                       | Överste                        |
| Старший лейтенант государственной безопасности    | Äldre löjtnant för statens säkerhet               | Major                          |
| Старший лейтенант государственной безопасности    | Löjtnant för statens säkerhet                     | Kapten                         |
| Младший лейтенант государственной безопасности    | Yngre löjtnant för statens säkerhet               | Äldre löjtnant                 |
| Сержант государственной безопасности              | Sergeant för statens säkerhet                     | Löjtnant                       |

- Källa: [1]

### Gradbeteckningar 1935–1937
Under åren 1935–1937 använde NKVD en egen typ av gradbeteckningar.
| Generalkommissarie för statens säkerhet | Kommissarie för statens säkerhet av första rangen | Kommissarie för statens säkerhet av andra rangen | Kommissarie för statens säkerhet av tredje rangen | Äldre major för statens säkerhet | Major för statens säkerhet | Kapten för statens säkerhet | Äldre löjtnant för statens säkerhet | Löjtnant för statens säkerhet | Yngre löjtnant för statens säkerhet | Sergeant för statens säkerhet |
| --------------------------------------- | ------------------------------------------------- | ------------------------------------------------ | ------------------------------------------------- | -------------------------------- | -------------------------- | --------------------------- | ----------------------------------- | ----------------------------- | ----------------------------------- | ----------------------------- |
| петлица ГБ 1936                         | петлица ГБ 1936                                   | петлица ГБ 1936                                  | петлица ГБ 1936                                   | петлица ГБ 1936                  | петлица ГБ 1936            | петлица ГБ 1936             | петлица ГБ 1936                     | петлица ГБ 1936               | петлица ГБ 1936                     | петлица ГБ 1936               |
|                                         |                                                   |                                                  |                                                   |                                  |                            |                             |                                     |                               |                                     |                               |
| н/з гб 1936                             | н/з гб 1936                                       | н/з гб 1936                                      | н/з гб 1936                                       | н/з гб 1936                      | н/з гб 1936                | н/з гб 1936                 | н/з гб 1936                         | н/з гб 1936                   | н/з гб 1936                         | н/з гб 1936                   |
| Källor:                                 |                                                   |                                                  |                                                   |                                  |                            |                             |                                     |                               |                                     |                               |

### Gradbeteckningar 1937–1943
Under åren 1937–1943 använde NKVD samma gradbeteckningar som Röda Armén, fast man fortsatte att använda egna tjänstegrader.
| Generalkommissarie för statens säkerhet | Kommissarie för statens säkerhet av första rangen | Kommissarie för statens säkerhet av första rangen | Kommissarie för statens säkerhet av andra rangen | Kommissarie för statens säkerhet av andra rangen | Kommissarie för statens säkerhet av tredje rangen | Kommissarie för statens säkerhet av tredje rangen | Äldre major för statens säkerhet | Äldre major för statens säkerhet | Major för statens säkerhet | Major för statens säkerhet |
| --------------------------------------- | ------------------------------------------------- | ------------------------------------------------- | ------------------------------------------------ | ------------------------------------------------ | ------------------------------------------------- | ------------------------------------------------- | -------------------------------- | -------------------------------- | -------------------------- | -------------------------- |
| петлица ГБ 1937                         | Нквд1936вс5                                       | петлица ГБ 1937                                   | петлица ГБ 1937                                  | петлица ГБ 1937                                  | петлица ГБ 1937                                   | петлица ГБ 1937                                   | петлица ГБ 1937                  | петлица ГБ 1937                  | петлица ГБ 1937            | петлица ГБ 1937            |
| Källa:                                  |                                                   |                                                   |                                                  |                                                  |                                                   |                                                   |                                  |                                  |                            |                            |

| Kapten för statens säkerhet | Kapten för statens säkerhet | Äldre löjtnant för statens säkerhet | Äldre löjtnant för statens säkerhet | Löjtnant för statens säkerhet | Löjtnant för statens säkerhet | Yngre löjtnant för statens säkerhet | Yngre löjtnant för statens säkerhet | Sergeant för statens säkerhet | Sergeant för statens säkerhet |
| --------------------------- | --------------------------- | ----------------------------------- | ----------------------------------- | ----------------------------- | ----------------------------- | ----------------------------------- | ----------------------------------- | ----------------------------- | ----------------------------- |
| петлица ГБ 1937             | петлица ГБ 1937             | петлица ГБ 1937                     | петлица ГБ 1937                     | петлица ГБ 1937               | петлица ГБ 1937               | петлица ГБ 1937                     | петлица ГБ 1937                     | петлица ГБ 1937               | петлица ГБ 1937               |
| Källa:                      |                             |                                     |                                     |                               |                               |                                     |                                     |                               |                               |

## Arbetar- och bondemilisen
Arbetar- och bondemiliser var det officiella namnet på den sovjetiska ordnings- och kriminalpolisen. 

### Gradbeteckningar 1936–1939
Milisen använde 1936–1939 gradbeteckningar av NKVD:s egen typ.
|         | Överdirektör för milisen | Direktör för milisen | Inspektör för milisen | Äldre major av milisen | Major av milisen | Kapten av milisen | Äldre löjtnant av milisen |
| ------- | ------------------------ | -------------------- | --------------------- | ---------------------- | ---------------- | ----------------- | ------------------------- |
| Source: | петлица ркм 1936         | петлица ркм 1936     | петлица ркм 1936      | петлица ркм 1936       | петлица ркм 1936 | петлица ркм 1936  | петлица ркм 1936          |

|         | Löjtnant av milisen | Yngre löjtnant av milisen | Sergeant av milisen | Kadett av milisen | Äldste Biträdande plutons- kommendör | Avdelnings-kommendör | Äldre milisman   | Milisman         |
| ------- | ------------------- | ------------------------- | ------------------- | ----------------- | ------------------------------------ | -------------------- | ---------------- | ---------------- |
| Source: | петлица ркм 1936    | петлица ркм 1936          | петлица ркм 1936    | петлица ркм 1936  | петлица ркм 1936                     | петлица ркм 1936     | петлица ркм 1936 | петлица ркм 1936 |

### Gradbeteckningar 1939–1943
Milisen började 1939 använde gradbeteckningar av Röda Arméns typ, fast man fortsatte att använda tjänstegrader av NKVD:s typ.
|        | Överdirektör för milisen | Direktör för milisen | Inspektör för milisen | Äldre major av milisen | Major av milisen | Kapten av milisen | Äldre löjtnant av milisen | Löjtnant av milisen |
| ------ | ------------------------ | -------------------- | --------------------- | ---------------------- | ---------------- | ----------------- | ------------------------- | ------------------- |
| Källa: |                          |                      |                       |                        |                  |                   |                           |                     |
|        |                          |                      |                       |                        |                  |                   |                           |                     |

|        | Yngre löjtnant av milisen | Yngre löjtnant av milisen | Sergeant av milisen | Sergeant av milisen | Äldste Biträdande plutons- kommendör | Äldste Biträdande plutons- kommendör | Avdelnings- kommendör | Avdelnings- kommendör | Äldre milisman | Äldre milisman | Milisman | Milisman |
| ------ | ------------------------- | ------------------------- | ------------------- | ------------------- | ------------------------------------ | ------------------------------------ | --------------------- | --------------------- | -------------- | -------------- | -------- | -------- |
| Källa: |                           |                           |                     |                     |                                      |                                      |                       |                       |                |                |          |          |

### Gradbeteckningar 1943–1946
När Röda Armén 1943 övergick till gradbeteckningar av tsarrysk typ gjorde även milisen det. Även tjänstegraderna blev militära, utom för generalspersoners vederlikar.

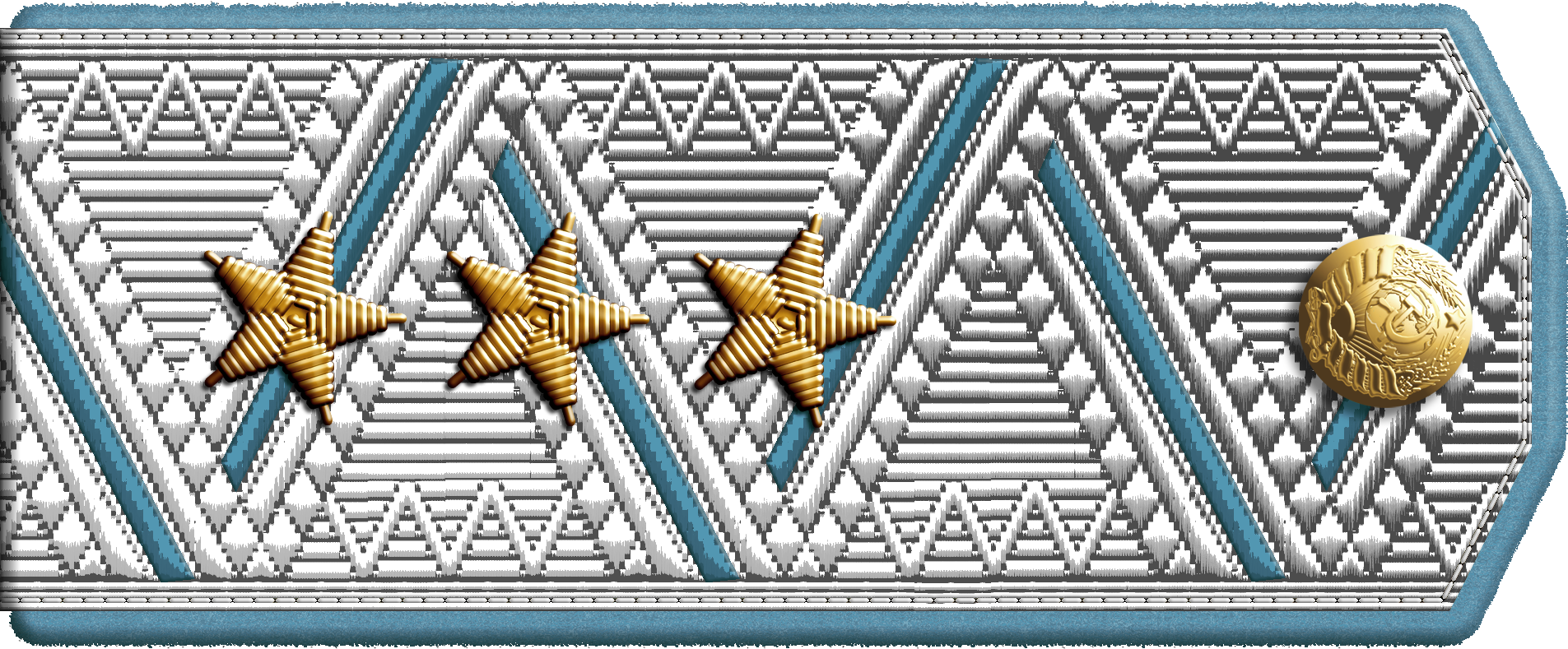
Комиссар милиции I ранга Kommissarie av milisen av första rangen
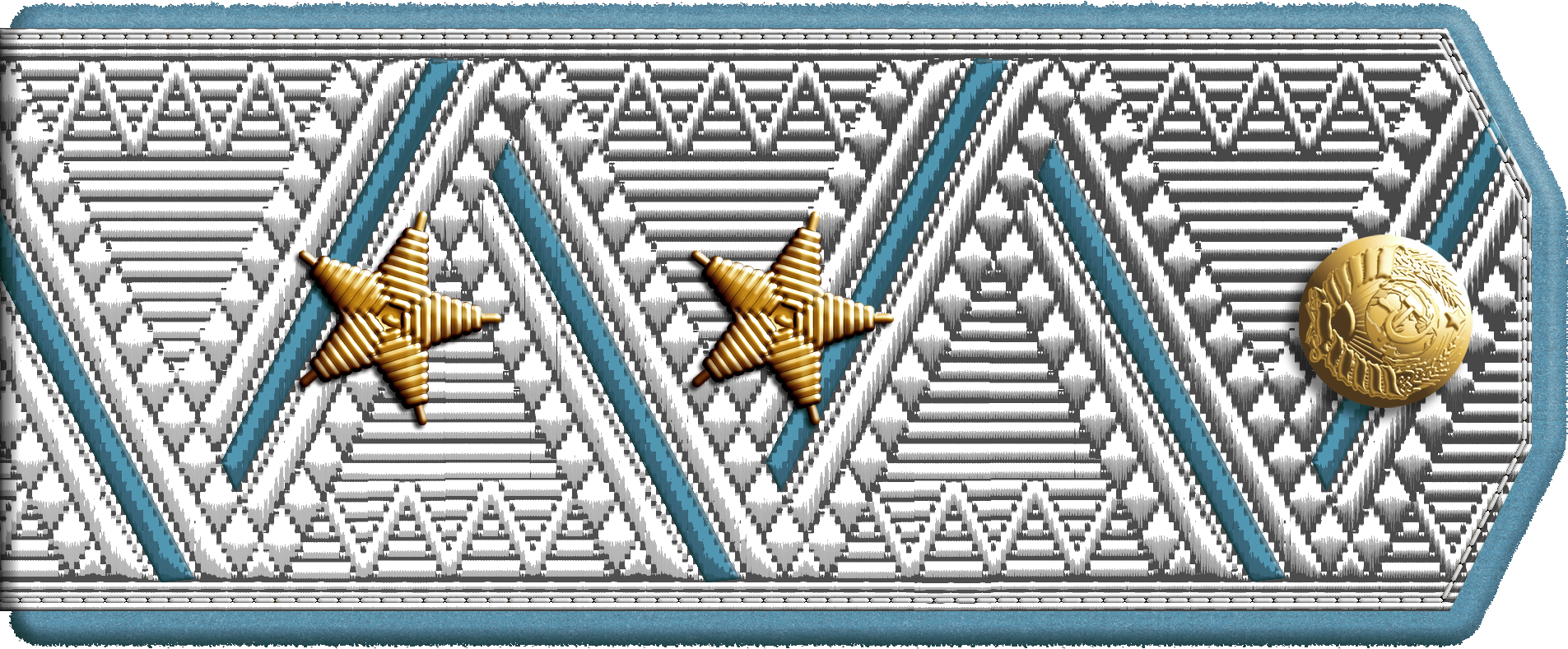
Комиссар милиции II ранга Kommissarie av milisen av andra rangen
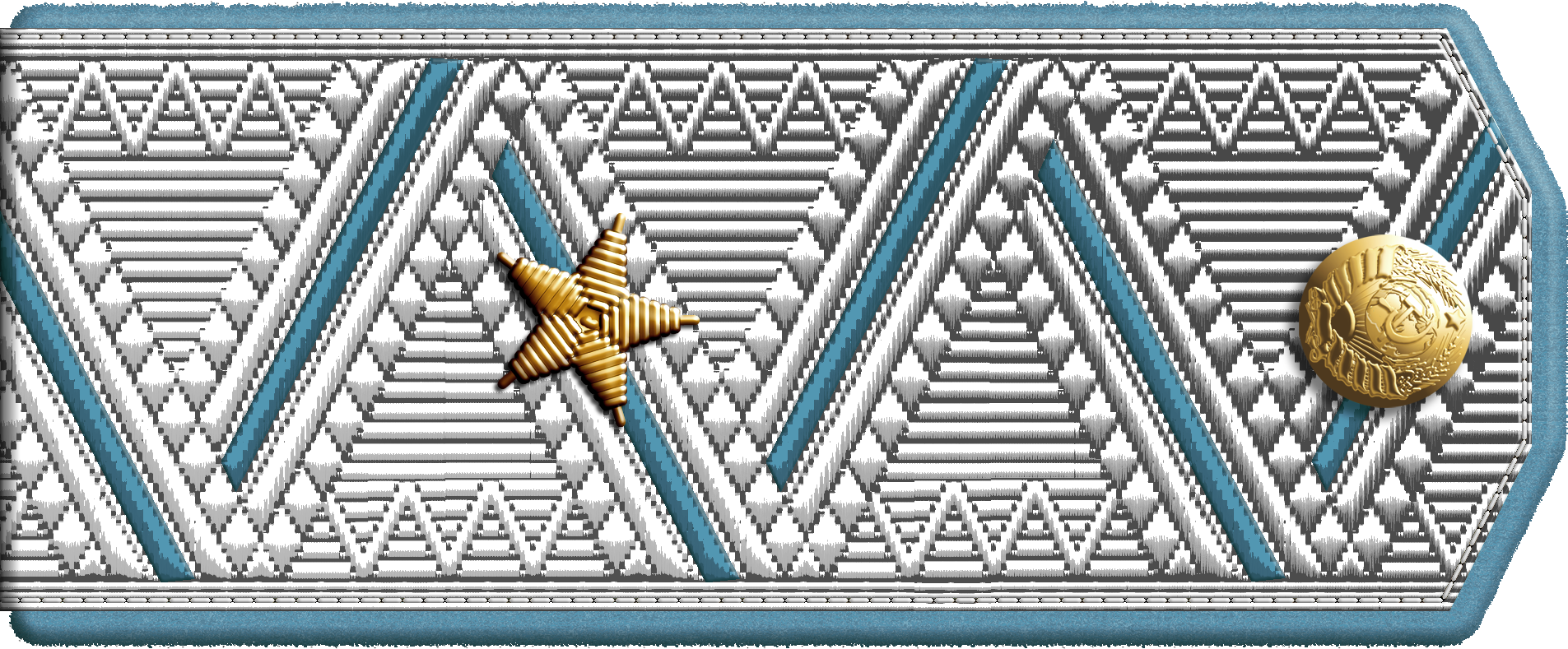
Комиссар милиции III ранга Kommissarie av milisen av tredje rangen
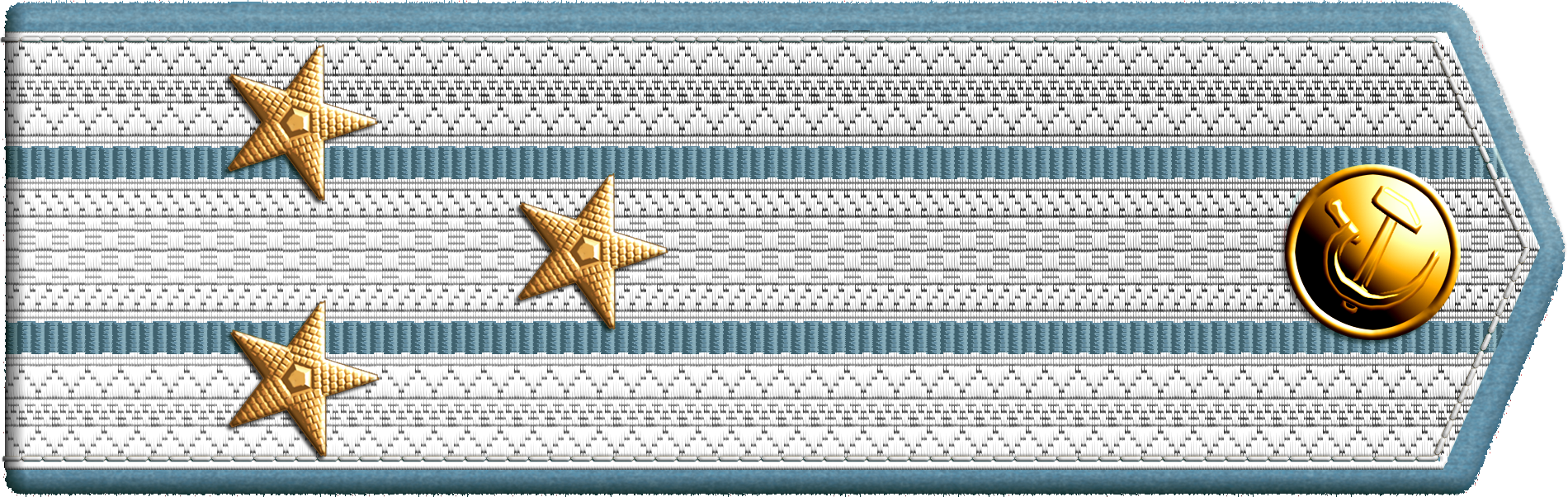
Полковник милиции Överste av milisen
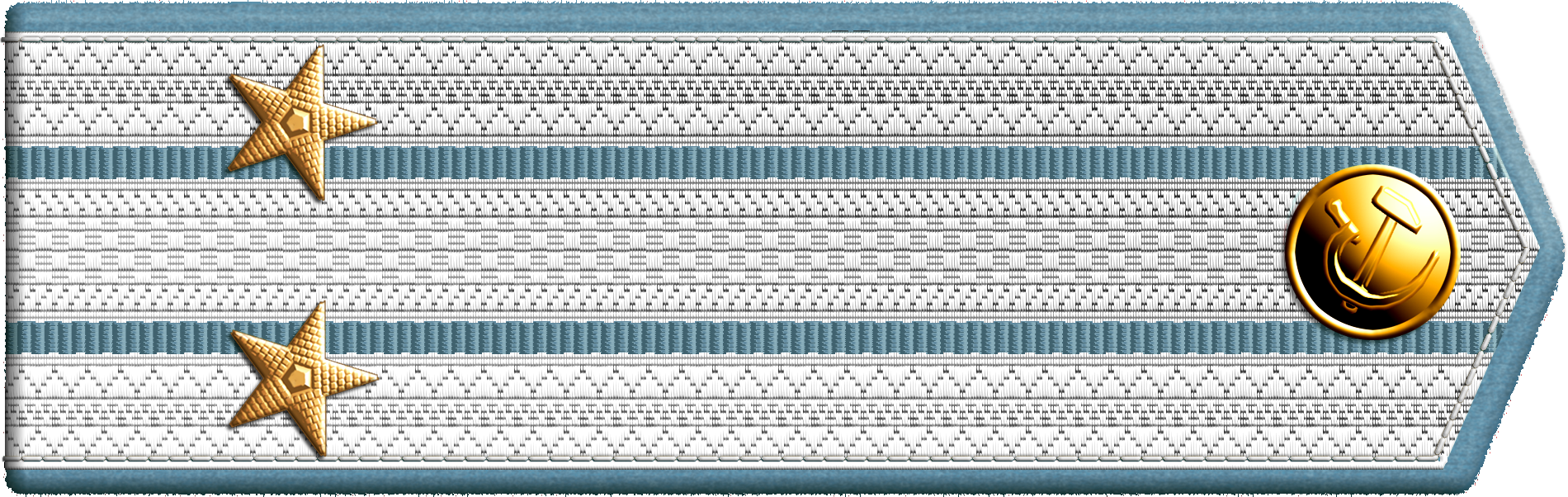
Подполковник милиции Överstelöjtnant av milisen
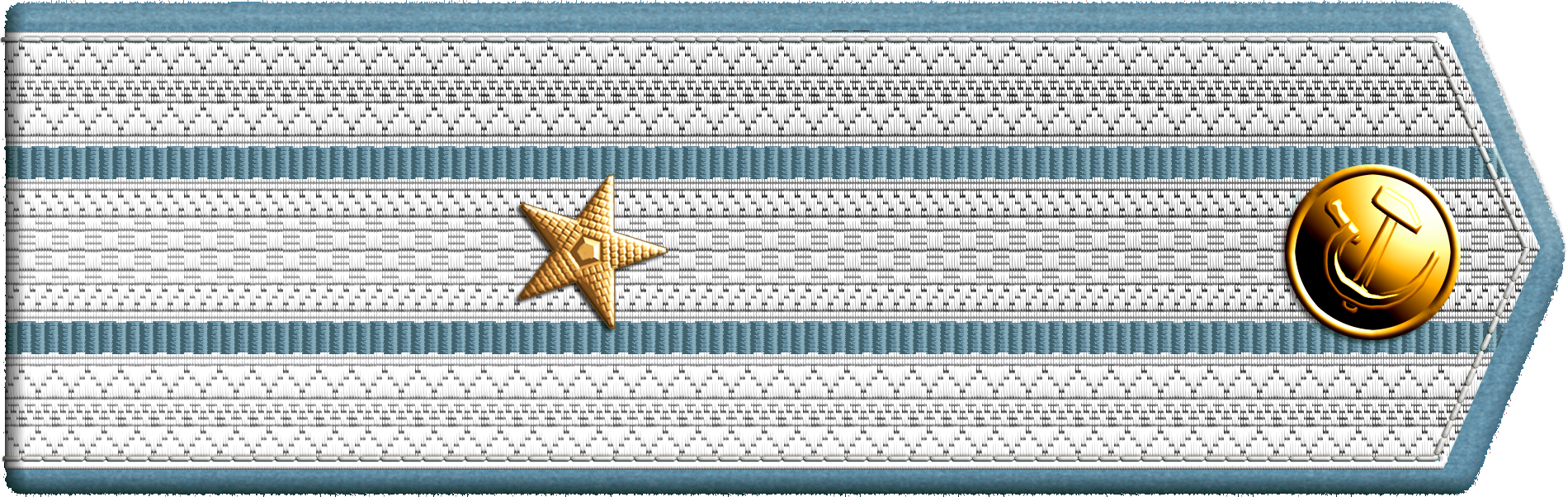
Майор милиции Major av milisen
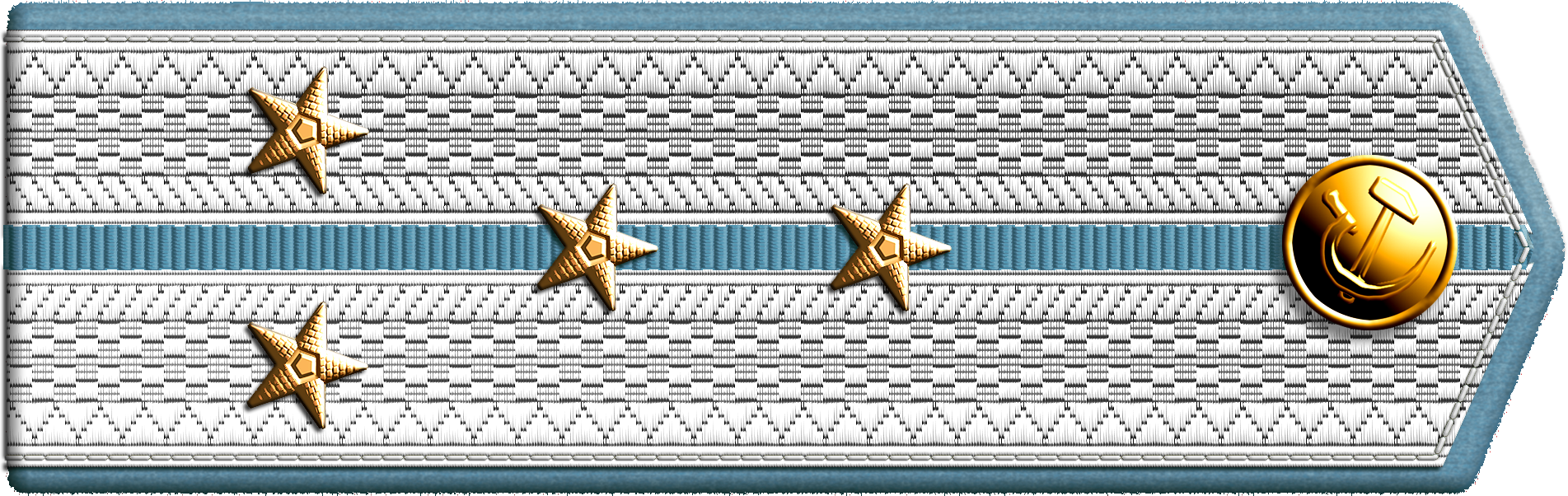
Капитан милиции Kapten av milisen
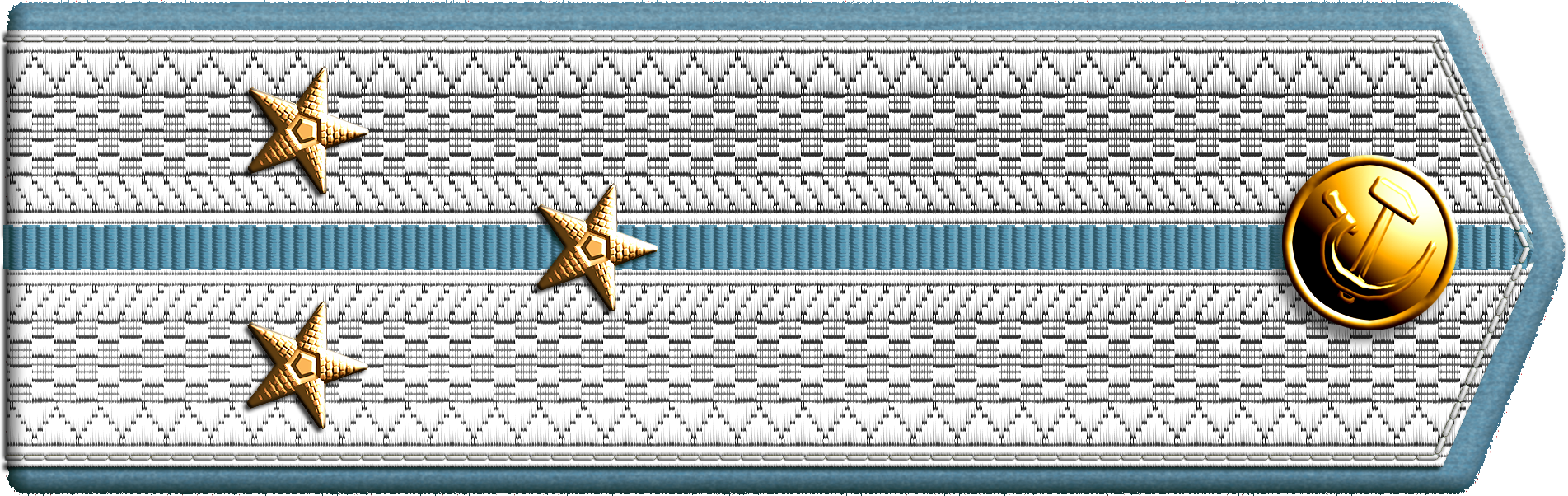
Старший лейтенант милиции Äldre löjtnant av milisen
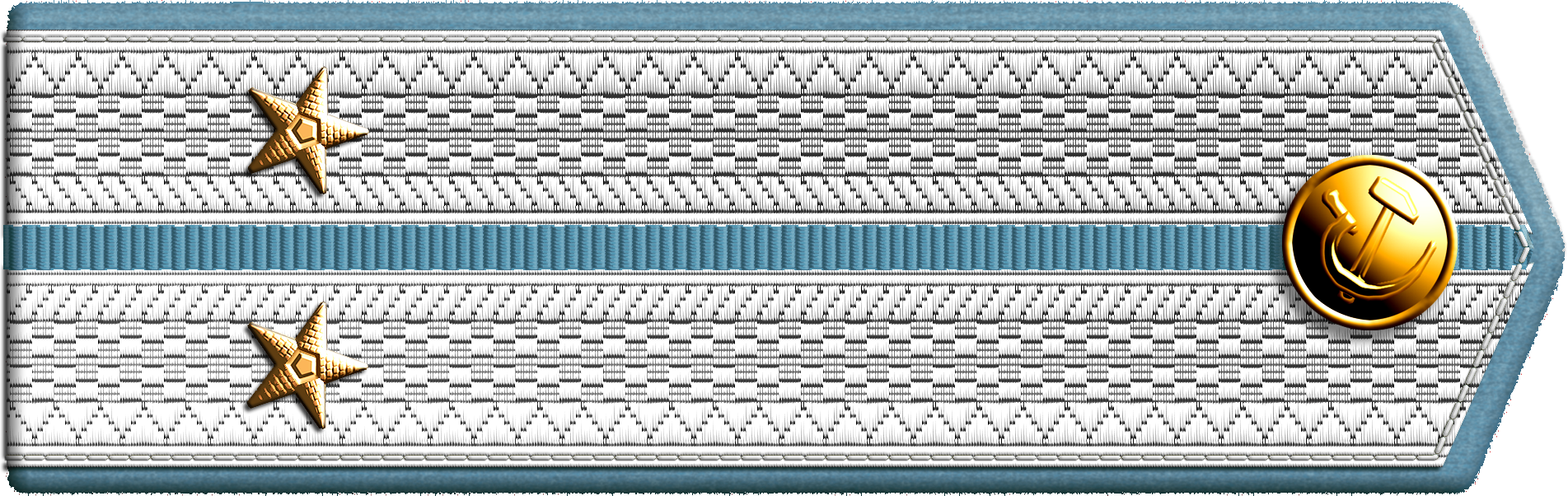
Лейтенант милиции Löjtnant av milisen
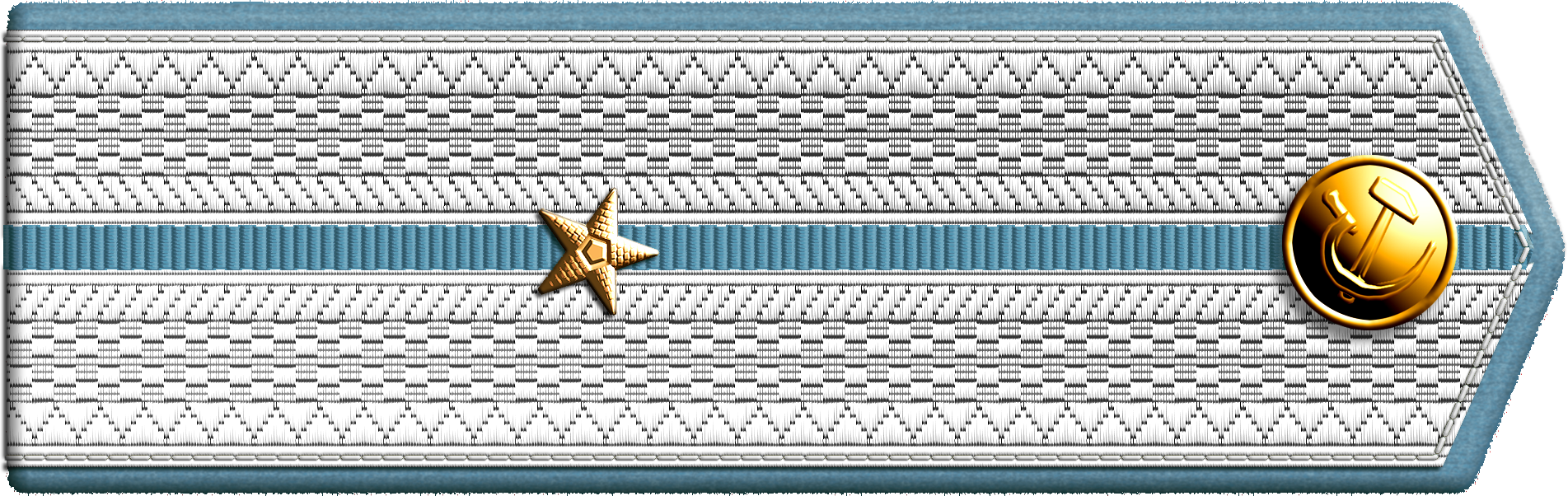
Младший лейтенант милиции Yngre löjtnant av milisen

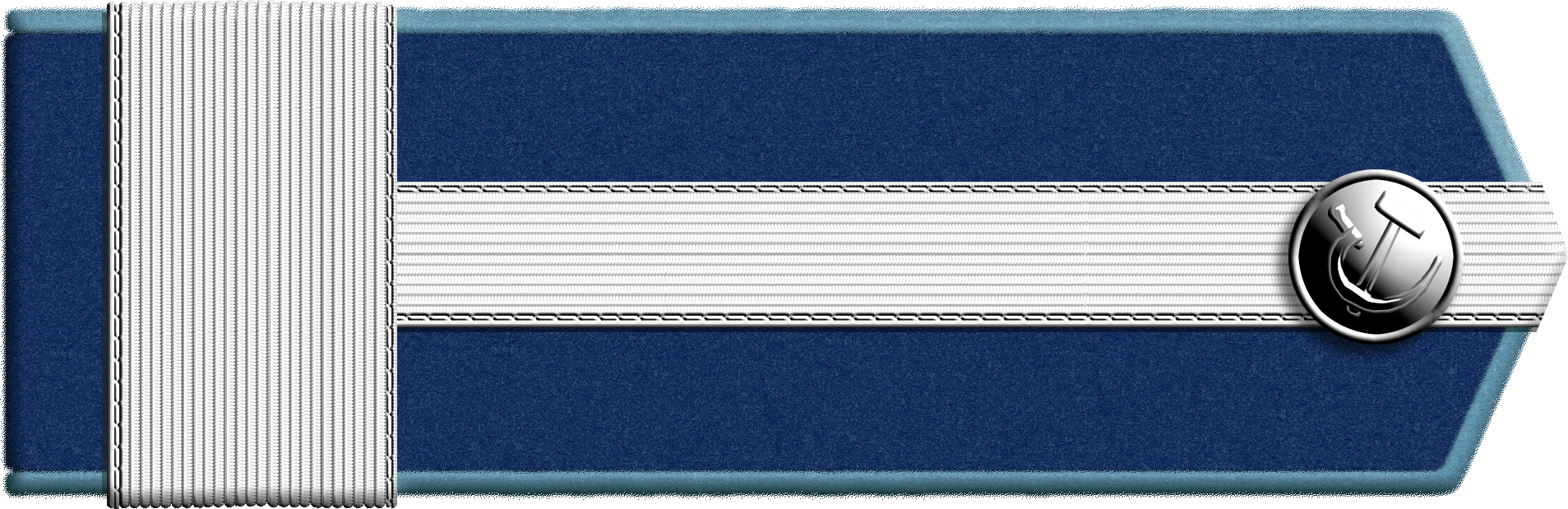
Старшина милиции Fanjunkare av milisen
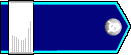
Старший сержант милиции Äldre sergeant av milisen
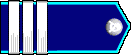
Сержант милиции Sergeant av milisen
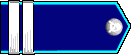
Младший сержант милиции Yngre sergeant av milisen
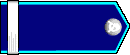
Старший милиционер Korpral av milisen
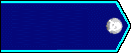
Милиционер Milisman

Källa:

## NKVD:s trupper
NVKD:s inrikes- och gränsbevakningstrupper bar militära grader precis som i Röda armén. Vapenslagsfärgen var röd för inrikestrupperna och grön för gränsbevakningstrupperna.

### Gradbeteckningar 1936–1937
Under perioden 1936–1937 bar inrikestrupperna och gränsbevakningstrupperna gradbeteckningar av NKVD:s egen typ. 
| Kårkommendör | Divisions- kommendör | Brigad- kommendör | Överste      | Major        | Kapten       | Äldre löjtnant | Löjtnant     | Kadett          | Kompani- äldste | Yngre plutons- kommendör | Avdelnings- kommendör | Rödarmist    |
| ------------ | -------------------- | ----------------- | ------------ | ------------ | ------------ | -------------- | ------------ | --------------- | --------------- | ------------------------ | --------------------- | ------------ |
| петлица 1936 | петлица 1936         | петлица 1936      | петлица 1936 | петлица 1936 | петлица 1936 | петлица 1936   | петлица 1936 | петлица ГБ 1936 | петлица 1936    | петлица 1936             | петлица 1936          | петлица 1936 |
|              |                      |                   |              |              |              |                |              |                 |                 |                          |                       |              |
| н\з 1937     | н\з 1937             | н\з 1937          | н\з 1937     | н\з 1937     | н\з 1937     | н\з 1937       | н\з 1937     | inga            | inga            | inga                     | inga                  | inga         |

Källor:  

### Gradbeteckningar 1937–1940
Från 1937 använde inrikestrupperna och gränsbevakningstrupperna gradbeteckningar av militär typ.
| Kår- kommendör | Division- kommendör | Brigad- kommendör | Överste      | Major        | Kapten       | Äldre löjtnant | Löjtnant     | Yngre löjtnant |
| -------------- | ------------------- | ----------------- | ------------ | ------------ | ------------ | -------------- | ------------ | -------------- |
| петлица 1937   | петлица 1937        | петлица 1937      | петлица 1937 | петлица 1937 | петлица 1937 | петлица 1937   | петлица 1937 | петлица 1937   |
|                |                     |                   |              |              |              |                |              |                |
| петлица 1937   | петлица 1937        | петлица 1937      | петлица 1937 | петлица 1937 | петлица 1937 | петлица 1937   | петлица 1937 | петлица 1937   |
|                |                     |                   |              |              |              |                |              |                |
| н\з 1937       | н\з 1937            | н\з 1937          | н\з 1937     | н\з 1937     | н\з 1937     | н\з 1937       | н\з 1937     | н\з 1937       |

| Kompaniäldste | Kompaniäldste | Yngre plutonskommendör | Yngre plutonskommendör | Avdelningskommendör | Avdelningskommendör | Rödarmist    | Rödarmist    |
| ------------- | ------------- | ---------------------- | ---------------------- | ------------------- | ------------------- | ------------ | ------------ |
| петлица 1937  | петлица 1937  | петлица 1937           | петлица 1937           | петлица 1937        | петлица 1937        | петлица 1937 | петлица 1937 |

- En stridsvagn på kragspegeln bars av inrikestruppernas pansarförband.
- En pilspets på kragspegeln angav spejare av 1. kl. vid beridna förband.

Källa: 

### Gradbeteckningar 1940–1943
När Röda Armén införde generalsgraderna, överstelöjtnantsgraden och underofficersgrader av traditionell typ 1940 genomfördes samma förändringar i grader och gradbeteckningar vid inrikestrupperna och gränsbevakningstrupperna.
| Generallöjtnant | Generallöjtnant | Generalmajor | Generalmajor |
| --------------- | --------------- | ------------ | ------------ |
| петлица 1940    | н\з1940         | петлица 1940 | н\з1940      |

| Överste      | Överstelöjtnant | Major        | Kapten       | Äldre löjtnant | Löjtnant     | Yngre löjtnant |
| ------------ | --------------- | ------------ | ------------ | -------------- | ------------ | -------------- |
| петлица 1940 | петлица 1940    | петлица 1940 | петлица 1940 | петлица 1940   | петлица 1940 | петлица 1940   |
|              |                 |              |              |                |              |                |
| петлица 1940 | петлица 1940    | петлица 1940 | петлица 1940 | петлица 1940   | петлица 1940 | петлица 1940   |
|              |                 |              |              |                |              |                |
| н\з 1940     | н\з 1940        | н\з 1940     | н\з 1940     | н\з 1940       | н\з 1940     | н\з 1940       |

| Fanjunkare   | Fanjunkare   | Äldre sergeant | Äldre sergeant | Sergeant     | Sergeant     | Yngre sergeant | Yngre sergeant | Korpral      | Korpral      | Menig        | Menig        |
| ------------ | ------------ | -------------- | -------------- | ------------ | ------------ | -------------- | -------------- | ------------ | ------------ | ------------ | ------------ |
| петлица 1940 | петлица 1940 | петлица 1940   | петлица 1940   | петлица 1940 | петлица 1940 | петлица 1940   | петлица 1940   | петлица 1940 | петлица 1940 | петлица 1940 | петлица 1940 |

Källa:

### Gradbeteckningar 1943–1946
1943 infördes gradbeteckningar av tsarrysk typ för inrikestrupperna och gränsbevakningstrupperna, precis som i Röda Armén. Inrikestrupperna kvarstod inom NKVD, medan gränsbevakningstrupperna överfördes till det nybildade NKGB.
| Generalöverste vid inrikestrupperna | Generalöverste vid inrikestrupperna | Generallöjtnant vid gränstrupperna | Generallöjtnant vid gränstrupperna | Generallöjtnant vid gränstrupperna | Justitiegenerallöjtnant vid inrikestrupperna | Justitiegenerallöjtnant vid inrikestrupperna | Generalmajor vid inrikestrupperna | Generalmajor vid inrikestrupperna | Generalmajor vid den medicinska tjänsten vid gränstrupperna | Generalmajor vid den medicinska tjänsten vid gränstrupperna |
| ----------------------------------- | ----------------------------------- | ---------------------------------- | ---------------------------------- | ---------------------------------- | -------------------------------------------- | -------------------------------------------- | --------------------------------- | --------------------------------- | ----------------------------------------------------------- | ----------------------------------------------------------- |
| погоны 1943                         | погон 1943                          | погон 1943                         | погоны 1943                        | погон 1943                         | погоны 1943                                  | погоны 1943                                  | погоны 1943                       | погон 1943                        | погоны 1943                                                 | погоны 1943                                                 |

| Överste vid inrikestrupperna | Överste vid inrikestrupperna | Överstelöjtnant vid gränstrupperna | Överstelöjtnant vid gränstrupperna | Ingenjörsmajor vid gränstrupperna | Ingenjörsmajor vid gränstrupperna | Kapten vid inrikestrupperna | Kapten vid inrikestrupperna | Äldre löjtnant vid intendenturtjänsten vid inrikestrupperna | Äldre löjtnant vid intendenturtjänsten vid inrikestrupperna | Löjtnant vid gränstrupperna | Löjtnant vid gränstrupperna | Yngre löjtnant vid inrikestrupperna | Yngre löjtnant vid inrikestrupperna |
| ---------------------------- | ---------------------------- | ---------------------------------- | ---------------------------------- | --------------------------------- | --------------------------------- | --------------------------- | --------------------------- | ----------------------------------------------------------- | ----------------------------------------------------------- | --------------------------- | --------------------------- | ----------------------------------- | ----------------------------------- |
| погон 1943                   | погон 1943                   | погон 1943                         | погон 1943                         | погон 1943                        | погон 1943                        | погон 1943                  | погон 1943                  | погон 1943                                                  | погон 1943                                                  | погон 1943                  | погон 1943                  | погон 1943                          | погон 1943                          |

| Fanjunkare vid inrikestrupperna | Fanjunkare vid inrikestrupperna | Äldre sergeant vid inrikestrupperna | Äldre sergeant vid inrikestrupperna | Sergeant vid gränstrupperna | Sergeant vid gränstrupperna | Yngre sergeant vid gränstrupperna | Yngre sergeant vid gränstrupperna | Korpral vid inrikestrupperna | Korpral vid inrikestrupperna | Menig vid gränstrupperna |
| ------------------------------- | ------------------------------- | ----------------------------------- | ----------------------------------- | --------------------------- | --------------------------- | --------------------------------- | --------------------------------- | ---------------------------- | ---------------------------- | ------------------------ |
| погон 1943                      | погон 1943                      | погон 1943                          | погон 1943                          | погон 1943                  | погон 1943                  | погон 1943                        | погон 1943                        | погон 1943                   | погон 1943                   | погон 1943               |

Källa: 

## GULAG
GULAG använde sig inte av tjänstegrader utan av ett system med befälskategorier och befattningar. När GULAG 1943 överfördes till NKGB började man använda dess tjänstegrader och gradbeteckningar.

### Befälskategorier och befattningar 1930–1943
| Befäls- kategori | Centralapparaten | Övriga strukturer | Likställd med                 |
| ---------------- | --- | --- | ----------------------------- |
| 1                | Начальник ГУЛАГ Chefen för GULAG var Kommissarie för statens säkerhet av andra rangen vid GUGB | - | Armékommendör av andra rangen |
| 2                | Зам. нач. ГУЛАГ Ställföreträdande chefen för GULAG var Kommissarie för statens säkerhet av tredje rangen vid GUGB | - | Kårkommendör                  |
| 3                | Зам. нач. ГУЛАГ Biträdande chef för GULAG | начальники управлений лагерей (Дмитровского, Байкало-Амурского, Волжского, Беломоро-Балтийского и Ухтинско-Печорского ИТЛ); начальники управлений мест заключения НKВД УССР; начальники управлений лагерей, мест заключения и трудовых поселений УНKВД по Дальневосточному краю; начальники строительств НKВД Chef för lägerförvaltning (arbetslägren Dmitrov, Bajkal-Amur, Volga, Vita Havet-Östersjön, Uchta-Petjora), chef för förvaltningen för fängelseinrättningar, chef för lägerförvaltingar, fängelseinrättningar och arbetskolonier i ryska fjärran östern, byggnadschef NKVD | Divisionskommendör            |
| 4                | Нач. отдела Avdelningschef | главные инженеры управлений лагерей и их заместители; начальники Управления мест заключения УНKВД; начальники управлений лагерей; начальники управлений лагерей, мест заключения и трудовых поселений УНKВД; заместители и помощники начальников 3-й группы Chefsingenjör och ställföreträdare vid lägerförvaltningar, chef för förvaltningen för fängelseinrättningar, chef för lägerförvaltning, fängelseinrättning och arbetskoloini, ställföreträdande och biträdande chefer i tredje gruppen | Brigadkommendör               |
| 5                | Пом. нач. отдела, Нач. самост. отделения, Нач. инспекции Biträdande avdelningschef, chef för självständig byrå, inspektionschef | начальники отделов управлений лагерей, управлений лагерей, мест заключения и трудовых поселений Avdelningschef vid lägerförvaltningar, fängelseinrättningar och arbetskolonier | Överste                       |
| 6                | Нач. отделения/сектора, Секретарь Гулаг, Пом. инспектора Byråchef, sektorchef, sekreterare GULAG, biträdande inspektionschef | начальники лаготделений и районов; начальники охраны лагерей; начальники тюрем и колоний 1-й-4-й категорий Chef för lägeravdelning och räjonger, chef för lägerbevakningen, chef för fängelse kategori 1-4 | Major                         |
| 7                | Ст. инспектор, бухгалтер, инженер, экономист, геолог, агроном, ветинспектор, Рук. группы, Нач. радиостанции, Гл. механик Äldre inspektör,revisor, ingenjör, ekonom, geolog, agronom, veterinärinspektör, gruppledare, chef för radiostation, chefsmekaniker                                                | начальники отделений отделов управлений лагерей и мест заключения; секретари управлений лагерей и ОМЗ УНKВД; начальники отдельных лагпунктов и участков; руководители работ; начальники штабов охраны и отдельных отрядов; начальники тюрем 5-й-6-й категорий Chef för självständiga avdelningar vid lägerförvaltningar och fängelseinrättningar, sekreterare vid lägerförvaltningar, chef för självständiga lägerpunkter och lägerplatser, arbetschef, chef för bevakningsstab och självständig bevakningsenhet, chef för fängelse kategori 5-6 | Kapten                        |
| 8                | Инспектор, бухгалтер, инженер, экономист, плановик-куратор, геолог, агроном, ветинспектор, механик, юристконсульт, казначей, Ст. зоотехник Inspektör, revisor, ingenjör, ekonom, planerare, intendent, geolog, agronom, veterinärinspektor, mekaniker, juridisk rådgivare, kassör, äldre veterinärtekniker | оперативные уполномоченные, старшие инспекторы и специалисты управлений лагерей, мест заключения и трудовых поселений или ОМЗ УНKВД; начальники частей лагерного отделения или района; начальники штабов отдельных отрядов; начальники тюрем и колоний 7-й-8-й категорий; начальники бюро исправительных работ; участковые и районные коменданты трудпоселков Operativ befullmäktigad, äldre inspektör och specialist vid lägerförvatlningar, fängelseinrättningar och arbetsbosättningar, enhetschef vid lägeravdelningar eller räjonger, stabschef vid avdelta avdelningar, chef för fängelse och arbetskoloni kategori 7-8, chef för straffarbetssbyrå, plats- och räjongskommendant vid arbetsbosättningar | Äldre löjtnant                |
| 9                | Пом. секретаря ГУЛАГ, Секретарь отдела, Комендант здания Biträdande sekreterare GULAG, avdelningssekreterare, kommendanten av byggnaden | уполномоченные, инспекторы и специалисты управлений лагерей, мест заключения и трудовых поселений или ОМЗ УНKВД; оперуполномоченные лагерных отделений и участков, контролеры, начальники боевого питания и инструкторы в охране лагерей; начальники частей (в том числе охраны) тюрем и колоний и дежурные помощники начальника тюрьмы; оперативные уполномоченные тюрем и колоний; помощники районного и участкового коменданта трудпоселков Befullmäktigad, inspektör och specialist vid lägerförvaltningar, fängelseinrättningar och arbetskolonier, insatsledare för lägeravdelningar och lägerplatser, arbetsledare, chef för bevakning och utbildning, chef för fängelse- och arbetskoloniavdelningar samt vakthavande ställföreträdande fängelschef, operativ befullmäktigad vid fängelser och arbetskolonier, biträdande kommendant för räjonger och platser vid arbetsbosättningar | Löjtnant                      |
| 10               | Пом. инспектора, Сотрудник для поручений, Ст. техник, Зоотехник, Радиотехник Biträdande inspektör, medarbetare till ledningen, äldre tekniker, veterinärtekniker, radiotekniker | Помощники уполномоченных; помощники уполномоченных в управлениях лагерей, мест заключения и трудовых поселений УНKВД; уполномоченные лагерных отделений и районов; начальники питомников служебных собак; начальники корпусов тюрем; коменданты колоний; поселковые коменданты Biträdande befullmäktigad, biträdande befullmäktigad vid lägerförvaltningar, fängelseinrättningar och arbetskolonier, befullmäktigad för lägeravdelningar och räjonger, kennelchef, chef för fängelsebyggnad, kommendant för arbetskolonier och arbetsbosättningar | Äldste                        |
| 11               | Радист Radiosignalist | Сотрудники для поручений в управлениях лагерей, мест заключения и трудовых поселений УНKВД; помощники уполномоченных в лаготделениях и районах; адъютанты; командиры взводов отрядов охраны; начальники команд служебных собак; заведующие оружейными мастерскими; помощники уполномоченных тюрем и колоний; старшины охраны в тюрьмах; помощники поселкового коменданта Medarbetare för uppdrag vid lägerförvaltningar, fängelseinrättningar och arbetskolonier, biträdande befullmäktigad vid lägeravdelningar och räjonger, adjutant, bevakningsplutonskommendör, chef för hundgrupp, förste vapenmekaniker, biträdande befullmäktigad vid fängelser och arbetskolonier, bevakningsäldste vid fängelser, biträdande bosättningskommendant | Yngre plutonskommendör        |
| 12               | - | Помощники командиров взводов охраны и командиры отделений; проводники служебных собак; старшие надзиратели тюрем и колоний и заведующие передачей и свиданиями; старшие милиционеры трудовых поселков Yngre bevakningsplutonskommendör och avdelningskommendör, hundförare, överuppsyningsman vid fängelser och arbetskolonier samt ledare för försändelser och besök, äldre milisman vid arbetskolonier | Avdelningskommendör           |
| -                | - | Стрелки охраны лагерей, милиционеры трудовых поселков, надзиратели мест заключения и сторожа трудовых колоний, рядовой оперативно-административный состав Lägervakt, milisman vid arbetsbosättningar, uppsyningsman vid fängelser och arbetskolonier, medarbetare i den operativa och administrativa strukturen | Rödarmist                     |

- Källa: [13][14]

### Tjänsteställningstecken 1930–1943
|                | Högre personal | Högre personal | Äldre personal | Äldre personal | Äldre personal | Mellanpersonal | Mellanpersonal | Mellanpersonal | Yngre personal | Yngre personal | Manskap       |        |
| -------------- | -------------- | -------------- | -------------- | -------------- | -------------- | -------------- | -------------- | -------------- | -------------- | -------------- | ------------- | ------ |
|                | петлица ГУЛАГ  | петлица ГУЛАГ  | петлица ГУЛАГ  | петлица ГУЛАГ  | петлица ГУЛАГ  | петлица ГУЛАГ  | петлица ГУЛАГ  | петлица ГУЛАГ  | петлица ГУЛАГ  | петлица ГУЛАГ  | петлица ГУЛАГ |        |
| Befälskategori | 3              | 4              | 5              | 6              | 7              | 8              | 9              | 10             | 11             | 12             | -             | Källa: |

- 7 - Militär personal vid bevakningsförbanden bar en triangel i silver på kragspegeln.
- 9 - Teknisk-administrativ och politisk personal vid bevakningsförbanden bar en röd triangel på kragspegeln.
- 10 - Ingenjörsteknisk personal bar korsade hammare och skiftnyckel på kragspegeln.